# Save the Last Dance for Me
«Save the Last Dance for Me» («Сбереги последний танец для меня») — песня американской мужской вокальной группы The Drifters. Была издана отдельным синглом в 1960 году.
Ведущим вокалистом в группе тогда был Бен И Кинг.
В 2004 году журнал Rolling Stone поместил песню «Save the Last Dance for Me» в оригинальном исполнении группы Drifters на 182 место своего списка «500 величайших песен всех времён». В списке 2011 года песня находится на 184 месте.
В 2001 году оригинальный сингл «Save the Last Dance for Me» группы Drifters (вышедший в 1960 году на лейбле Atlantic Records) был принят в Зал славы премии «Грэмми».